# Regulatel
El Foro Latinoamericano de Entes Reguladores de Telecomunicaciones (REGULATEL) es una organización sin fines de lucro que se constituye como un foro multilateral de cooperación flexible y eficiente, basada en las infraestructuras nacionales existentes. REGULATEL se ha conformado como la plataforma para generar, facilitar, intercambiar y discutir información y experiencias sobre los marcos regulatorios en un ambiente en convergencia, entre los países miembros del Foro, así como la gestión reguladora en materia de redes y servicios y de mercados de las telecomunicaciones. Así mismo, ha sido un espacio de colaboración, que ha permitido promover la armonización de la regulación de las telecomunicaciones para contribuir a la integración de la región e identificar y defender los intereses regionales.
Regulatel congrega a 23 organismos reguladores de telecomunicaciones de América Latina y Europa: Argentina, Bolivia, Brasil, Chile, Colombia, Costa Rica, Cuba, Ecuador, El Salvador, España, Guatemala, Honduras, Italia, México, Nicaragua, Panamá, Paraguay, Perú, Portugal, Puerto Rico, República Dominicana, Uruguay y Venezuela.
Dado que los países tienen distintas aproximaciones al sector de telecomunicaciones, de acuerdo a su institucionalidad, modelos de inversión pública, alianzas público-privadas, regulación del sector, REGULATEL es un ejemplo de cooperación regulatoria internacional. 

## Historia
Fundado en Antigua, Guatemala el 25 de septiembre de 1998, este foro busca reconocer y examinar buenas prácticas en los marcos regulatorios nacionales de sus miembros, sobre acciones que permitan hacer frente a los desafíos de la transformación digital y la promoción de una plena conectividad en la región; fortalecer y ampliar los lazos de cooperación con otros actores, organizaciones, autoridades regulatorias, organismos Internacionales y redes de reguladores internacionales para fomentar la creación de capacidades, experiencias y apoyos para el beneficio de los miembros, así como proseguir con acciones que permitan mantener a REGULATEL como un espacio de cooperación y discusión actualizado para comprender más la transformación digital, de modo que permita a los reguladores mantener un enfoque colaborativo, holístico y armonizado con los retos normativos, en  beneficio de los usuarios de los servicios de telecomunicaciones.

## Objetivos
- Facilitar el intercambio de información sobre el marco y la gestión regulatoria, los servicios y el mercado de telecomunicaciones entre los países miembros del Foro.
- Promover la armonización de la regulación de las telecomunicaciones para contribuir a la integración de la región.
- Identificar y defender los intereses regionales buscando posiciones comunes en foros internacionales.

## Miembros
- Argentina: Ente Nacional de Comunicaciones (ENACOM)
- Bolivia: Autoridad de Regulación y Fiscalización de Telecomunicaciones y Transportes (ATT)
- Brasil: Agência Nacional de Telecomunicações (ANATEL)
- Chile: Subsecretaría de Telecomunicaciones (SUBTEL)
- Colombia: Comisión de Regulación de Comunicaciones (CRC)
- Costa Rica: Superintendencia de Telecomunicaciones (SUTEL)
- Cuba: Ministerio de la Informática y las Comunicaciones (MIC)
- Ecuador: Agencia de Regulación y Control de las Telecomunicaciones (ARCOTEL)
- El Salvador: Superintendencia General de Electricidad y Telecomunicaciones (SIGET)
- España: Comisión Nacional de los Mercados y la Competencia (CNMC)
- Guatemala: Superintendencia de Telecomunicaciones (SIT)
- Honduras: Comisión Nacional de Telecomunicaciones (CONATEL)
- Italia: Autorità per le Garanzie nelle Comunicazioni (AGCOM)
- México: Instituto Federal de Telecomunicaciones (IFT)
- Nicaragua: Ente Regulador de Telecomunicaciones (TELCOR)
- Panamá: Autoridad Nacional de los Servicios Públicos (ASEP)
- Paraguay: Comisión Nacional de Telecomunicaciones (CONATEL)
- Perú: Organismo Supervisor de Inversión Privada en Telecomunicaciones (OSIPTEL)
- Portugal: Autoridade Nacional de Comunicações (ANACOM)
- Puerto Rico: Junta Reglamentadora de Telecomunicaciones de Puerto Rico
- República Dominicana: Instituto Dominicano de las Telecomunicaciones (INDOTEL)
- Uruguay: Unidad Reguladora de Servicios de Comunicaciones (URSEC)
- Venezuela: Comisión Nacional de Telecomunicaciones de Venezuela (CONATEL)

### Estructura
REGULATEL cuenta con una Presidencia, una Vicepresidencia entrante, una Vicepresidencia saliente, un Comité Ejecutivo, la Asamblea Plenaria, además de Grupos de Trabajo que se crean en función de las necesidades e intereses de los Miembros. Las actividades temáticas y productos son desarrolladas por los Grupos de Trabajo con el objetivo de aprovechar la experiencia técnica entre los miembros de REGULATEL. Actualmente los Grupos de Trabajo  son los siguientes: 
- Protección al usuario y calidad de servicio.
  - Subgrupo sobre calidad del servicio a usuarios.
  - Subgrupo sobre Medidas contra el Hurto de Terminales.
- Indicadores de telecomunicaciones/TIC.
- Fortalecimiento institucional.
- Asuntos de Internet.
- Regulación innovadora.
- Paridad en la sociedad de la información.

### Operación
El foro se conduce de la siguiente forma:
- Reuniones mensuales (virtuales) del Comité Ejecutivo: las cuales son moderadas por la Secretaría Ejecutiva, donde se toman acuerdos sobre la administración del foro, coordinación de eventos y seguimiento a grupos de trabajo.
- Gestión de Consultas Técnicas: los miembros realizan solicitudes de información que permiten establecer indicadores regionales sobre temas específicos y sirven para la compartir mejores prácticas, así como la elaboración de informes y realizar repositorios de información.
- Celebración de eventos y webinars: en los que se comparten mejores prácticas y se fomenta la discusión sobre temas de interés de los miembros y los Grupos de Trabajo. Adicionalmente, REGULATEL participa en espacios internacionales, en los cuales se busca generar un posicionamiento internacional del Foro a través de participaciones activas en eventos internacionales como son el Simposio Mundial para Organismos Reguladores (GSR) de la Unión Internacional de Telecomunicaciones (UIT), el Congreso Latinoamericano de Transformación digital (CLTD), entre otros eventos que son del interés de los miembros. Asimismo, el Foro es reconocido como Organización Regional por la UIT en los términos del Art 231 del Convenio y es Observador en el Comité Asesor Gubernamental (GAC) de ICANN.
- REGULATEL realiza habitualmente dos reuniones presenciales al año: la reunión de Grupos de Trabajo y la Asamblea Plenaria. Adicionalmente, se realiza anualmente la Cumbre BEREC-REGULATEL y cada dos años se lleva a cabo la Cumbre BEREC-REGULATEL-EMERG-EaPeReg.

### Cooperación Internacional
REGULATEL ha firmado Memorandos de Entendimiento (MoU) con los siguientes organismos internacionales de Telecomunicaciones:
- Body of European Regulators for Electronic Communications (BEREC): Este MoU tiene el objetivo de fomentar esfuerzos para abordar los desafíos conjuntos regulatorios actuales y futuros en Latinoamerica y Europa, como el desarrollo de relaciones laborales y colegiales entre expertos ambas partes.
- Federal Communications Commission (FCC): Este MoU tiene el objetivo de fortalecer los vínculos entre a FCC y REGULATEL, con el propósito de compartir experiencias, promover acciones y actividades de cooperación en el área de la regulación de las telecomunicaciones y las TIC.
- Internet Corporation for Assigned Names and Numbers (ICANN): Este MoU tiene el objetivo de fortalecer los vínculos entre las partes, con el propósito de compartir experiencias, promover acciones y actividades de cooperación de conformidad con sus respectivas misiones y ordenanzas.
- Internet Society (ISOC): Este MoU tiene como objetivo promover la colaboración entre las partes con el fin de compartir experiencias, promover acciones y actividades de cooperación en regulación, políticas y estándares de telecomunicaciones relacionados con el Internet y desarrollo de las tecnologías de la información y comunicaciones.
- Comisión Técnica Regional de Telecomunicaciones (COMTELCA): Este MoU tiene el objetivo de fortalecer los vínculos entre COMTELCA y REGULATEL, con el propósito de compartir experiencias, promover acciones y actividades de cooperación en el área de la regulación de las telecomunicaciones y las TIC.